# ロッテ・ヤコビ
ロッテ・ヤコビ（Lotte Jacobi; 1896年8月17日 - 1990年5月6日）は、ドイツ出身の女性写真家。主として戦間期に活動した。「ロッテ・ジャコビ」と表記されることもある。
ドイツ帝国西プロイセン（現ポーランド）トルンに生まれる。ベルリンで教育を受けた後、家族のビジネスであった写真業界に入り、1920年代半ばから写真家として活動。ヤコビの写真は形式ばらないことを強調し、伝統的な写真表現よりも、被写体の個性や本質に迫ることを目指した。
4本の映画も制作している。1932年から1933年にかけて、ソ連、特にタジキスタンやウズベキスタンを旅し、写真を撮る。1933年にベルリンに戻ると、ヒトラーがその力を強めてきており、ユダヤ人であったために迫害を逃れて1935年にアメリカに移り、マンハッタンにスタジオを構えるようになった。
ポートレイトを得意とし、アルベルト・アインシュタイン、トーマス・マン、マルク・シャガール、エレノア・ルーズヴェルト、アルフレッド・スティーグリッツ、J・D・サリンジャー、ポール・ロブスン、メイ・サートン、ベレニス・アボット、エドワード・スタイケンなどを撮影している。
彼女の作品は、同時代のヨーロッパ・モダニズムの影響を強く受けたものが多い。例えば、ポートレイトにおいても、単なるポートレイトにとどまらず、白と黒のコントラストをとりわけ強調したような斬新な作風を見せた。光源を直接用いてその光跡を印画紙に記録する、抽象的な写真作品（photogenics と本人は名づけた）も残している（1940年代後半）。
ヤコビは1990年5月6日、ニューハンプシャー州コンコードで死去した。93歳だった。